# Motore Sofim 8140
I motori SOFIM 8140 sono una famiglia di motori diesel per autotrazione prodotti a partire dal 1978 al 2006 dalla Casa motoristica italiana SOFIM (Iveco FPT).

## Caratteristiche e versioni

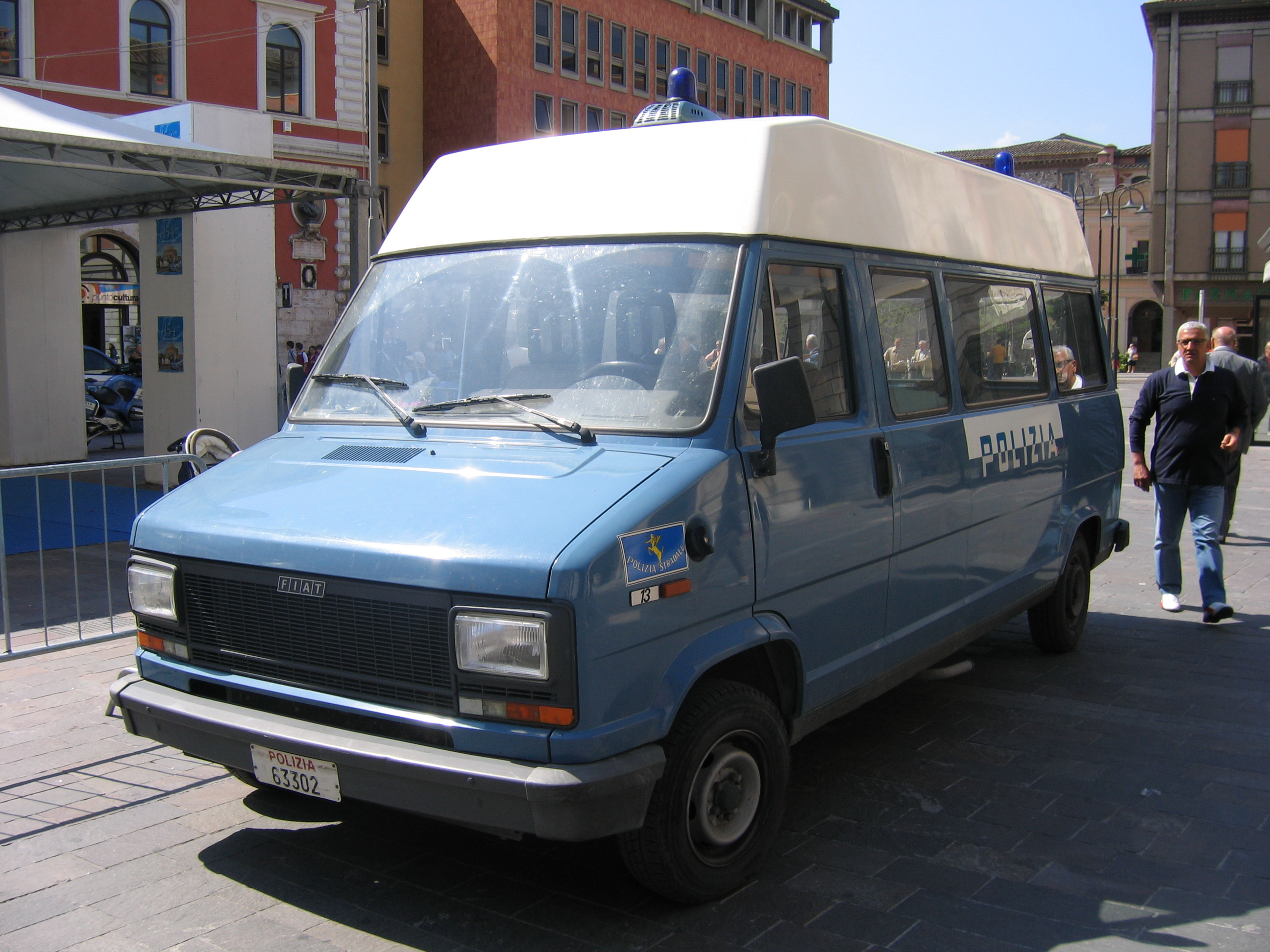
I Fiat Ducato prima serie sono forse il più tipico esempio di applicazione di un motore SOFIM

I motori della famiglia S sono stati progettati e realizzati principalmente per equipaggiare veicoli commerciali. Si tratta di unità prodotte dalla nota Casa motoristica di Borgo Incoronata (FG), una sussidiaria del Gruppo Fiat, che si occupa appunto di motori diesel per veicoli commerciali (anche se di questi motori non mancano alcuni esempi di applicazioni su autovetture.

I motori SOFIM, comunque, sono stati utilizzati anche da altri marchi (ovviamente previo accordo con la SOFIM stessa), per esempio su alcuni veicoli della Renault, presso la quale tali motori erano noti come motori S o Type S, dove la lettera S è appunto l'iniziale della sigla SOFIM. In realtà, la sigla originale di tali motori è tutt'altra, ed è 8140, seguita da altre due cifre che ne contraddistinguono la variante.

### SOFIM 8140.x1 o SOFIM Serie 1 (2.4 litri)
Questo motore è uno dei più noti tra quelli prodotti dalla SOFIM. Tale versione è caratterizzata da misure di alesaggio e corsa pari a 93x90 mm, per una cilindrata totale di 2445 cm³. I livelli prestazionali di tale motore sono stati più di uno.

#### SOFIM 8140.61 (8144.61)
Con queste sigle viene indicato il 2.4 aspirato, disponibile. Tale motore è stato proposto in due livelli di potenza.

Il primo livello (noto alla Renault con le sigle S8U-730 ed S8U-731) erogava 66 CV a 3800 giri/min, ed era alimentato ad iniezione meccanica indiretta Bosch. È stato montato su:
- Renault Trafic Mk1 2.4 Diesel (1981-89);
- Renault Master Mk1 B70 (1981-89).

Nel 1990 vi fu un aggiornamento alla gamma dei veicoli commerciali Renault, ed in particolare al Trafic. Per l'occasione, tale motore subì un lieve incremento di potenza, passando a 69 CV a 3900 giri/min. Le sigle di questo motore presso la Renault cambiarono e divennero S8U-720 ed S8U-722.
Il secondo livello di potenza, invece, erogava 72 CV a 4200 giri/min, con coppia massima di 147 Nm a 2400 giri/min, ed è stato montato su:
- Fiat 131 2500 diesel (1978-83);
- Fiat 132 2500 diesel (1978-81);
- Fiat Argenta diesel (1981-85);
- Fiat Nuova Campagnola 2.4 diesel (1979-87);
- Fiat Ducato (1981-89);
- Iveco Daily Mk1 2.5 D (1978-90);
- Peugeot J5 2.4 diesel (1981-92);
- Citroën C25 2.4 diesel (1981-92);
- UAZ-469 2.4 diesel.

#### SOFIM 8140.21 (8144.21)
Questa variante era la versione sovralimentata ad iniezione diretta. Grazie all'ausilio di un turbocompressore (sprovvisto di intercooler), la potenza massima raggiungeva 68KW CEE, pari a 92,5 CV a 3800 giri/min, con un picco di coppia pari a 215 Nm a 2200 giri/min. Questo motore aveva presso la Renault la sigla S8U-750 ed è stato montato su:
- Fiat Ducato Mk1 2.5 TD (1981-89);
- Iveco Turbodaily Mk1 2.5 (1980-90);
- Peugeot J5 2.4 turbodiesel (1981-90);
- Citroën C25 2.4 turbodiesel (1981-90);
- Renault Master Mk1 B90 (1986-90).

#### SOFIM 8140.81
Questa variante era la versione sovralimentata della precedente 8140.61 (66kw), mantenendo l'iniezione indiretta
- Fiat Argenta turbodiesel (1983-85);

#### SOFIM 8140.91
Come 8140.81 ma con l'aggiunta dell'intercooler (74kw)
- Fiat Croma 2.4 turbodiesel (1985-89);
- Lancia Thema 2.4 turbodiesel S (1984-88);

### SOFIM 8140.x7 o SOFIM Serie 7 (2.5 litri)
I motori SOFIM della Serie 7 erano evoluzioni delle corrispondenti motorizzazioni della Serie 1. Di questi ultimi è stata allungata la corsa, portata a 92 mm, ed è stato montato un nuovo sistema di alimentazione ad iniezione diretta. La cilindrata complessiva era di 2499 cc. Introdotti nel 1989, questi motori sono stati anch'essi utilizzati da svariati altri marchi oltre a quelli del Gruppo Fiat. Presso la Renault questi motori hanno preso la sigla generica di S9U. Di seguito vengono illustrate le varianti dei motori SOFIM della Serie 7.

#### SOFIM 8140.07
Con questa sigla viene indicata la variante aspirata ad iniezione diretta del SOFIM Serie 7. Essa va a sostituire la precedente unità aspirata con precamera. La potenza massima erogata da tale propulsore era di 75 CV a 4200 giri/min. Questo motore è stato montato su:
- Iveco Daily Mk2 2.5 D (1990-94);
- Renault Trafic Mk1 2.5 D (1990-94);
- Renault Master Mk1 2.5 D (1990-97).

Una versione leggermente potenziata erogava 80 CV a 4000 giri/min ed è stata montata sui Renault Master Mk2 2.5 D prodotti dal 1998 al 2001.

#### SOFIM 8140.27
Questa è la versione sovralimentata (senza intercooler) della motorizzazione illustrata poco sopra. Anche tale variante è stata introdotta nel 1989 in sostituzione della precedente unità 8140.21, del quale mantiene gran parte delle caratteristiche.
 
La potenza massima raggiungeva 70KW CEE, pari a 95,2 CV a 3800 giri/min, con una coppia massima di 216 N·m a 2200 giri/min.

Questo motore ha trovato applicazione su:
- Fiat Ducato Mk1 2.5 TD (1989-94);
- Peugeot J5 2.5 TD (1989-94);
- Citroën C25 2.5 TD (1989-94);
- Renault Trafic Mk1 2.5 TD (1989-95);
- Renault Master Mk1 2.5 TD (1989-97).

È esistita anche una variante più potente di tale motore, che erogava 76KW CEE, pari a  103,3 CV a 3800 giri/min, con una coppia massima di 225 N·m a 2000 giri/min.

Tale motorizzazione è stata montata su:
- Iveco Turbodaily Mk2 2.5 (1989-94).

#### SOFIM 8140.47
Questa sigla cela una nuova variante del 2.5 litri Sofim a gasolio: si tratta infatti dell'unità 8140.27, con in più l'adozione dello scambiatore di calore. Grazie all'intercooler, è stato così possibile migliorare l'erogazione ed il riempimento in aspirazione migliorando coppia e consumi. In questo modo la potenza massima ha potuto raggiungere 115 CV (85Kw) a 4000 giri/min, con un valori di coppia massima pari a 245 N·m a 2000 giri/min. Questo motore è stato montato su:
- Fiat Ducato Mk2 2.5 TDI (1994-2002);
- Iveco Turbodaily 2.5 TDI (1989-1994);
- Peugeot Boxer 2.5 TDI (1994-2002);
- Citroën Jumper 2.5 TDI (1994-2002);
- Renault Master Mk1 2.5 TDI (1994-97).
- Opel Movano Mk1 2.5 TDI (1999-2001);
- Nissan Interstar 2.5 TDI (1999-01).

#### SOFIM 8144.67
variante ad aspirazione naturale e iniezione indiretta (55kw)
- Fiat Ducato Mk1 2.5 D (1989-1997);
- Fiat Croma 2.5 D (1989-1994);

#### SOFIM 8144.97
variante provvista di iniezione indiretta sovralimentata ed intercooler (85kw)
- Lancia Thema 2.5 turbodiesel (1988-94);
- Fiat Croma 2.5 turbodiesel (1989-1996);
- Renault Safrane 2.5 RNdt/RTdt/RXEdt (1993-96);

### SOFIM 8140.x3 o SOFIM Serie 3 (2.8 litri)
Il motore SOFIM della Serie 3 è stato introdotto nella seconda metà degli anni novanta, e più precisamente nel 1996, quando nacque la seconda serie del Renault Master. Questo motore è nato da una profonda rivisitazione del 2.5 litri Serie 7. A partire da esso sono stati aumentati sia l'alesaggio che la corsa, portati a 94.4x100 mm. La cilindrata totale passò così a 2799 cc.

Questo motore è stato proposto in più varianti così caratterizzate.

#### SOFIM 8140.63
Questa è la sigla della variante aspirata ad iniezione indiretta del 2.8 SOFIM a gasolio. In questa variante, la potenza massima raggiunge 85 CV. Tale variante è stata montata su:
- Fiat Ducato Mk2 2.8 D (1996-99);
- Iveco Daily Mk2 2.8 D (1996-99);
- Renault Master Mk2 2.8 D (1996-2001).

#### SOFIM 8140.23
Questa sigla identifica il motore SOFIM 2.8 turbodiesel senza intercooler. L'alimentazione era ad iniezione diretta. Tale motore era caratterizzato da un rapporto di compressione pari a 18.5:1 e la potenza massima era di 103 CV a 3600 giri/min, mentre la coppia massima era di 240 N·m a 1900 giri/min. Questo motore è stato montato sui
- Fiat Ducato Mk2 2.8 TD (1996-2002);
- Iveco Turbodaily Mk2 2.8 TD (1996-2000);
- Peugeot Boxer Mk1 2.8 TD (1996-2000);
- Citroën Jumper 2.8 TD (1996-2000);
- Renault Master Mk1 2.8 TD (1996-97);
- Renault Master Mk2 2.8 TD (1998-2002);
- Opel Movano Mk1 2.8 TD (1999-2000);
- Nissan Interstar Mk1 2.8 TD (1999-2002).

#### SOFIM 8140.43
Questa variante si distingue dal tipo 8140.23 essenzialmente per la presenza dell'intercooler, grazie al quale è possibile ottenere una maggiore potenza e coppia dal propulsore, incrementando la pressione di sovralimentazione. In questo modo la potenza massima sale a 90Kw (122CV) a 3600 giri/min, con una coppia massima di 270 N·m a 1800 giri/min. Questo motore ha trovato applicazione su:
- Fiat Ducato Mk2 2.8 TDI (1996-99);
- Fiat Ducato Mk2 2.8 i.d.T.D. (2000-2002);
- Iveco Daily Mk2 2.8 TDI (1996-2000);
- Peugeot Boxer Mk1 2.8 TDI (1996-2000);
- Citroën Jumper Mk1 2.8 TDI (1996-2000);
- Renault Master Mk1 2.8 TDI (1996-97);
- Opel Movano 2.8 DTI (2000-2002);
- Renault Master Mk2 2.8 TDI (1998-2002).

#### SOFIM 8140.43R
Sì tratta di una versione depotenziata del 2800cc common rail, turbo, con potenza ridotta a 86cv, questo motore è stato montato su:
- Iveco Daily Mk3 2.8 JTD (2000-2006);

#### SOFIM 8140.43C
Per un breve periodo sui Daily serie Mk3 (2000-2006) era disponibile il motore 8140.43C Sofim 2800 turbo da 106cv con pompa rotativa (senza common rail) denominata 8140.43C successivamente questo motore sarà sostituito dalla versione 8140.43B con analoga potenza di 106 CV ma dotato di iniezione common rail

#### SOFIM 8140.43B
Versione depotenziata dell'8140.43S prodotta per sostituire il modello 8140.23 a seguito dell'adozione del common rail su tutta la gamma. La potenza è stata ridotta a 106cv a 3600 giri/min e la coppia a 260 N·m a 1800 giri/min

#### SOFIM 8140.43S
Questo motore è basato sul precedente, come si può evincere anche dalla sigla molto simile. La differenza principale ed assai innovativa sta nell'alimentazione ad iniezione diretta common rail, grazie alla quale la potenza massima sale a 126cv a 3600 giri/min. Anche la coppia subisce miglioramenti e si porta a 285 N·m a 1800 giri/min.

Questo motore è stato montato su:
- Fiat Ducato Mk2 2.8 JTD (1999-2005);
- Iveco Daily Mk3 2.8 JTD (2000-06);
- Peugeot Boxer Mk1 2.8 HDI (2000-05);
- Citroën Jumper Mk1 2.8 HDI (2000-05);
- Renault Master Mk2 2.8 dCi (2000-02);
- Opel Movano Mk1 2.8 CDTI (2000-02);
- Nissan Interstar 2.8 dCi (2000-02);
- Intrall Lublin 3Mi 2.8 TD (2005-2007).

#### SOFIM 8140.43N
Questo motore è simile all'8140.43S ma adotta un turbocompressore a geometria variabile. In questo modo la potenza massima sale a 146cv a 3600 giri/min. Anche la coppia subisce miglioramenti e si porta a 320 N·m a 1500 giri/min.
Di seguito è stata riportata la codifica normalmente usata da FIAT/SOFIM per identificare i propulsori pre-gamma Euro (sono riportati solo i dati riguardanti questa famiglia di motori). (XYZW.AB)
I cifra(X): gruppo fisico motore
II e III cifra(YZ): progetto, spesso (come in questo caso) indicava anche il numero cilindri
IV cifra(W): 0=Autostradale, 1=industriale/marino, 4=autovetture e derivati,
V cifra (A): ciclo termodinamico così identificato 0=diesel verticale iniezione diretta, 2=diesel verticale sovralimentato iniezione diretta, 4=diesel vert. sovralim. interrefrigerato iniez. diretta, 6=diesel verticale iniezione indiretta, 8=diesel verticale sovralimentato iniezione indiretta, 9=diesel vert. sovralim. interrefrigerato iniez. indiretta
VI cifra (B): serie di motori dello stesso progetto
Le cifre seguenti indicano tutte le possibili varianti di un singolo modello (0-9999)